# Liste der Kulturdenkmäler in Schwegenheim
In der Liste der Kulturdenkmäler in Schwegenheim sind alle Kulturdenkmäler der rheinland-pfälzischen Ortsgemeinde Schwegenheim aufgeführt. Grundlage ist die Denkmalliste des Landes Rheinland-Pfalz (Stand: 26. Juni 2023).

## Einzeldenkmäler
| Bezeichnung             | Lage                                                                           | Baujahr                            | Beschreibung | Bild                           |
| ----------------------- | ------------------------------------------------------------------------------ | ---------------------------------- | --- | ------------------------------ |
| Hofanlage               | Am Lindenplatz 8 Lage                                                          | Mitte des 19. Jahrhunderts         | Hofanlage; stattliches Eckwohnhaus, Auszugshaus, Mitte des 19. Jahrhunderts, ältere Wirtschaftsgebäude, teilweise Fachwerk | weitere Bilder Fotos hochladen |
| Wohnhaus                | Bahnhofstraße 1/1a Lage                                                        |                                    | Putzbau, wohl Fachwerkhaus, teilweise massiv | Fotos hochladen                |
| Wohnhaus                | Hauptstraße 16 Lage                                                            | Ende des 18. Jahrhunderts          | eingeschossiges Fachwerkhaus, teilweise massiv, Ende des 18. Jahrhunderts | Fotos hochladen                |
| Wohnhaus                | Hauptstraße 20 Lage                                                            | 1779                               | Mansarddachbau, teilweise Fachwerk (Bild), bezeichnet 1779 (Bild); Hofmauer mit Sandsteintorpfeilern, wohl vom Ende des 18. Jahrhunderts | weitere Bilder Fotos hochladen |
| Hofanlage               | Hauptstraße 28 Lage                                                            | 1788                               | Zweiseithof; Fachwerkhaus, teilweise massiv, bezeichnet 1788 | weitere Bilder Fotos hochladen |
| Hofanlage               | Hauptstraße 29 Lage                                                            | Ende des 18. Jahrhunderts          | Dreiseithof; Fachwerkhaus, teilweise massiv, Ende des 18. Jahrhunderts, Fachwerk-Wirtschaftsgebäude, Auszugshaus nach der Mitte des 19. Jahrhunderts | weitere Bilder Fotos hochladen |
| Wohnhaus                | Hauptstraße 65 Lage                                                            | 1778                               | eingeschossiges Fachwerkhaus, bezeichnet 1778 | Fotos hochladen                |
| Wohnhaus                | Hauptstraße 72 Lage                                                            | Ende des 18. Jahrhunderts          | langgestrecktes eingeschossiges Fachwerkhaus, Ende des 18. Jahrhunderts | weitere Bilder Fotos hochladen |
| Wohnhaus                | Hauptstraße 75 Lage                                                            | 1724                               | Fachwerkhaus, zweite Hälfte des 18. Jahrhunderts; bezeichnet 1724 (Bild) | weitere Bilder Fotos hochladen |
| Wohnhaus                | Hauptstraße 76 Lage                                                            | 1850                               | stattliches Wohnhaus, bezeichnet 1850 (Bild) | weitere Bilder Fotos hochladen |
| Rat- und Schulhaus      | Hauptstraße 78 Lage                                                            | um 1820                            | Rat- und ehemaliges Schulhaus; Dreiflügelanlage, angeblich um 1820; Hauptgebäude mit Walmdach, Befensterung wohl um 1920/30, eingeschossige Flügel mit Arkaden | weitere Bilder Fotos hochladen |
| Wohnhaus                | Hauptstraße 79 Lage                                                            | 1712                               | stattliches Fachwerkhaus, bezeichnet 1712 (Bild) | weitere Bilder Fotos hochladen |
| Wohnhaus                | Hauptstraße 89 Lage                                                            | um 1700                            | Fachwerkhaus, teilweise massiv, um 1700 | Fotos hochladen                |
| Wohnhaus                | Hauptstraße 113 Lage                                                           | zweite Hälfte des 18. Jahrhunderts | eingeschossiger Fachwerkbau mit Kniestock, wohl aus der zweiten Hälfte des 18. Jahrhunderts | Fotos hochladen                |
| Wohnhaus                | Hauptstraße 122 Lage                                                           | zweite Hälfte des 19. Jahrhunderts | stattlicher Massivbau, teilweise Wölbglasscheiben, zweite Hälfte des 19. Jahrhunderts | Fotos hochladen                |
| Wohnhaus                | Hauptstraße 125 Lage                                                           | 1792                               | eingeschossiges Fachwerkhaus, bezeichnet 1792 | Fotos hochladen                |
| Wohnhaus                | Neustadter Straße 1 Lage                                                       | 1856                               | stattlicher Krüppelwalmdachbau, bezeichnet 1856 (Bild) | weitere Bilder Fotos hochladen |
| Evangelisches Pfarrhaus | Neustadter Straße 2 Lage                                                       | 1755                               | siebenachsiger Fachwerkbau, teilweise massiv, bezeichnet 1755 | weitere Bilder Fotos hochladen |
| Wohnhaus                | Neustadter Straße 3 Lage                                                       | 1801                               | eingeschossiges Fachwerkhaus, bezeichnet 1801 | Fotos hochladen                |
| Evangelische Kirche     | Neustadter Straße 4 Lage                                                       | 1751                               | barocker Saalbau von 1751 (Bild), 1837 verlängert, im Rundbogenstil überformt, Turm 1820 | weitere Bilder Fotos hochladen |
| Wohnhaus                | Neustadter Straße 5 Lage                                                       | Ende des 17. Jahrhunderts          | eingeschossiges Fachwerkhaus, teilweise massiv, eventuell noch aus dem 17. Jahrhundert | Fotos hochladen                |
| Mariensteine            | östlich des Ortes an der Gemarkungsgrenze zu Mechtersheim; Flur Gießhübel Lage | 1787                               | vier mittelalterliche Grenzsteine der Hofgut-Besitzungen des ehemaligen Zisterzienserklosters Eußerthal auf der heutigen Grenze zwischen Schwegenheimer und Mechtersheimer beziehungsweise Heiligensteiner Gemarkung, mit zum Teil noch lesbaren Inschriften des 13. und 18. Jahrhunderts; bauliche Gesamtanlage | weitere Bilder Fotos hochladen |